# Helena Dunicz-Niwińska
Helena Dunicz-Niwińska (Viena, 28 de julio de 1915 - Cracovia, 12 de junio de 2018) fue una violinista polaca que formó parte de la Orquesta de Mujeres de Auschwitz.

## Biografía
Helena Dunicz-Niwińska nació en Viena, donde su padre trabajaba para la Cámara del Tesoro de Galitzia. La familia tuvo que marcharse a Lviv (entonces en Austria-Hungría) durante la Primera Guerra Mundial. Allí, Helena comenzó a aprender a tocar el violín en el Conservatorio de la Sociedad Musical Polaca a los 10 años. Siendo niña asistió a un concierto de Alma Rosé, con quien se reencontraría años más tarde en la orquesta de Auschwitz. Entre 1934 y 1939 estudió pedagogía mientras continuaba sus estudios de música.
En enero de 1943 fue arrestada por los alemanes junto con su madre e internada en una prisión de Lviv. Después de 10 meses de prisión, fueron trasladadas a Auschwitz, donde llegaron el 3 de octubre. Allí fue elegida para unirse a la orquesta de mujeres, dirigida en ese momento por Zofia Czajkowska. Su número de registro fue el 64118.Cuando llegó al campo de concentración, no había tocado durante 2 años. El grupo de mujeres de la orquesta estaba separado de los demás presos y vivía en el bloque número 12. En sus memorias cuenta que la orquesta no tocaba ni durante las selecciones ni durante las ejecuciones,pero que las SS les pedían ciertas noches que tocaran para ellos. Durante ese año en el campo de concentración, se hizo amiga de otras dos violinistas, Jadwiga Zatorska y Zofia Cykowiak.
En enero de 1945 participó en una marcha de la muerte desde Auschwitz a Ravensbrück y luego a Neustadt-Glewe. Tras la liberación de Auschwitz, regresó a Polonia y se instaló en Cracovia,donde trabajó para la editorial musical Polskie Wydawnictwo Muzyczne durante los siguientes 30 años. Allí descubrió que sólo su hermano Boleslaw sobrevivió a la guerra.Su madre murió en diciembre de 1943. Diez años después del final de la guerra, regresó a Auschwitz.
Publicó sus memorias en 2013, cuando tenía casi cien años, para que se preservara la vida y la memoria de las miembros de la orquesta. Ese mismo año, prestó objetos personales de su deportación para la exposición Lagerkapelle en el Museo estatal de Auschwitz-Birkenau, una exposición que se centró en la música en el campo. Su historia también se mostró en la exposición Muzyka w okupowanej Polsce 1939-1945 (La música en la Polonia ocupada 1939-1945) en el Museo 303 de Oświęcim en 2018.
Durante la visita del Papa Francisco a Auschwitz en julio de 2016, ella fue una de diez supervivientes que lo acompañaron. En Cracovia, en 2018, realizó un examen de historia con 70 alumnos de la ciudad y obtuvo la nota más alta. Murió el 12 de junio de 2018 en Cracovia, a la edad de 102 años.

## Obra
- Drogi mojego życia. Wspomnienia skrzypaczki z Birkenau (en polaco). Musée d'Auswchitz-Birkenau. 2013. p. 184.[15]